# Teoría de la complejidad cuántica
La Teoría de complejidad cuántica es una parte  de la Teoría de complejidad computacional en informática teórica. Estudia clases de complejidad definidas utilizando ordenadores cuánticos e información cuántica, qué son los modelos computacionales basados en la mecánica cuántica.
. Se ocupa de la dureza de problemas en relación con estas clases de complejidad y la relación entre clases de complejidad cuántica y clases de complejidad clásicas (p.e., no cuánticas).